# NGC 1600
NGC 1600 é uma galáxia elíptica (E3) localizada na direcção da constelação de Eridanus. Possui uma declinação de -05° 05' 14" e uma ascensão recta de 4 horas, 31 minutos e 39,9 segundos.
A galáxia NGC 1600 foi descoberta em 26 de Novembro de 1786 por William Herschel.